# Orgilus chankaicus
Orgilus chankaicus är en stekelart som beskrevs av Sergey A. Belokobylskij och Taeger 1998. Orgilus chankaicus ingår i släktet Orgilus och familjen bracksteklar. Inga underarter finns listade i Catalogue of Life.